# Artemisia riceve le ceneri di Mausolo
Artemisia riceve le ceneri di Mausolo, noto anche come Sofonisba riceve la coppa avvelenata, è un dipinto a olio su tela (142x153 cm) realizzato nel 1634 dal pittore Rembrandt Harmenszoon Van Rijn.
L'opera, conservata nel Museo del Prado, è firmata e datata "REMBRANDT F:1634".

## Iconografia
L'iconografia dell'opera è tuttora poco chiara: una giovane donna, identificata con una regina per le vesti ricche e i gioielli preziosi, riceve da una serva una coppa. La scena richiama due episodi famosi, quello di Artemisia e quello di Sofonisba.
Artemisia, alla morte del marito Mausolo, volle berne le ceneri per far vivere l'amato con sé e in sé. Sofonisba, fatta prigioniera da Massinissa, per non cadere nelle mani dei romani si uccise bevendo del veleno.
Nella figura di Artemisia-Sofonisba, proprio in quanto simbolo dell'amore coniugale, si vuole vedere il ritratto della moglie del pittore, Saskia van Uylenburch.